# Tết đến về nhà
Tết đến về nhà (Hán Việt: Quá niên hồi gia, Phồn thể: 過年回家; Giản thể: 过年回家; tiếng Anh: Seventeen years) là một bộ phim Trung Quốc được sản xuất vào năm 1999 của đạo diễn Trương Nguyên. Phim từng được công chiếu và gây tiếng vang lớn tại nhiều lễ trao giải quốc tế, trong đó đáng chú ý nhất là giải thưởng đạo diễn xuất sắc cho Trương Nguyên tại LHP Venice lần thứ 56.

## Nội dung
Bối cảnh phim diễn ra tại thành phố Thiên Tân, thuộc vùng đông bắc Trung Quốc. Hai nhân viên công xưởng Chính Cao và Ái Vinh kết hôn trong khi mỗi người đều mang theo một đứa con gái riêng. Đào Lan là người nhỏ tuổi hơn, có ý chí tự lập và mong ước làm việc tại một nhà máy sau khi tốt nghiệp trung học. Chị kế của cô, Tiểu Cầm, lại muốn tiếp tục được vào học tại một trường đại học. Một hôm, Tiểu Cầm do quá sợ hãi đã đổ tội ăn cắp 5 tệ của bố cho Đào Lan. Trong cơn cãi vã tức giận, Đào Lan lỡ tay đánh chết Tiểu Cầm khiến cô bị tuyên án tù vì tội sát nhân.
Bộ phim lướt đến thời điểm 17 năm sau, khi Đào Lan may mắn là một trong số ít tù nhân được chọn để trở về đoàn tụ với gia đình trong ngày Tết. Viên giám ngục trẻ Trần Khiết cùng lúc đó cũng gọi cho mẹ của cô để báo tin mình sắp về nhà đón Tết. Tuy nhiên, trong số phạm nhân chỉ một mình Đào Lan không có gia đình đến đón, Trần Khiết liền nhận hướng dẫn cô tìm đường trở về. Nhưng khi tới nơi thì căn nhà cũ đã bị phá sập, bố mẹ của Đào Lan đã dọn đến một khu vực khác của thành phố. Trần Khiết lúc này vẫn kiên quyết giúp Đào Lan tìm đường về nhà, nơi có thể có những người không muốn gặp lại chính con gái của họ…

## Diễn viên
- Lý Tuấn (vai Đào Lan)
- Lý Băng Băng (vai Trần Khiết)
- Lưu Lâm (vai Tiểu Cầm)

## Thông tin thêm
- Đạo diễn Trương Nguyên từng bị chính phủ cấm từ năm 1994 do đã làm các bộ phim với chủ đề nhạy cảm như Beijing bastards (Bắc Kinh tạp chủng) hay Đông cung, Tây cung (East Palace, West Palace). Hai bộ phim sau này của ông là Seventeen years và Crazy English dù được chính quyền bảo hộ nhưng vẫn phải qua khâu biên tập, kiểm duyệt kỹ lưỡng trước khi phát hành.
- Tết đến về nhà là bộ phim Trung Quốc đầu tiên được phê duyệt cho phép quay phim trong một nhà tù đang hoạt động ở Trung Quốc.
- Ý tưởng cho bộ phim bắt nguồn từ khi Trương Nguyên xem một chương trình truyền hình kể về các tù nhân được trở về đoàn tụ với gia đình sau nhiều năm bị giam giữ. Nhận thấy rằng mỗi người họ đều có một câu chuyện riêng phức tạp để kể, ông bắt đầu thăm dò cho bộ phim mới bắng cách phỏng vấn một số phạm nhân. Từ đây, bộ phim dần chuyển tâm điểm chú ý từ các phạm nhân bên trong ngục tối qua câu chuyện của một cựu từ nhân đang nỗ lực hòa nhập lại vào gia đình và xã hội.[2]

## Giải thưởng
- LHP Venice lần thứ 56 (Ý) 1999: giải thưởng đặc biệt dành cho đạo diễn - Trương Nguyên
- LHP Gijon (Tây Ban Nha) 1999: giải đạo diễn xuất sắc - Trương Nguyên
- LHP Singapore 2000: giải đạo diễn xuất sắc - Trương Nguyên; giải nữ dv chính xuất sắc – Lưu Lâm, Lý Băng Băng
- LHP của các nhà bình luận phim Thượng Hải 2000: giải đạo diễn trẻ - Trương Nguyên
- LHP Fair (Iran) 2001: giải kịch bản hay nhất - Crystal Simorgh